# 1473년

## 연호
- 명(明) 성화(成化) 9년
- 일본(日本) 분메이(文明) 5년
- 후 레 왕조(後黎朝) 홍득(洪德) 4년

## 기년
- 류큐(琉球) 쇼엔왕(尚円王) 4년
- 명(明) 헌종 성화제(憲宗 成化帝) 9년
- 조선(朝鮮) 성종(成宗) 4년
- 후 레 왕조(後黎朝) 성종(聖宗) 14년

## 탄생
- 프랑스의 기사 피에르 테라유 바야르
- 2월 19일 - 폴란드 천문학자 니콜라우스 코페르니쿠스